# Gmina Grenaa
Gmina Grenaa (duń. Grenaa Kommune) – w latach 1970–2006 (włącznie) jedna z gmin w Danii w ówczesnym okręgu Århus Amt.
Siedzibą władz gminy było miasto Grenaa. 
Gmina Grenaa została utworzona 1 kwietnia 1970 na mocy reformy podziału administracyjnego Danii. Po kolejnej reformie administracyjnej w roku 2007 weszła w skład nowej gminy Norddjurs.

## Dane liczbowe
- Liczba ludności: (♀ 9211 + ♂ 9430) = 18 641
  - wiek 0-6: 6,6%
  - wiek 7-16: 13,4%
  - wiek 17-66: 64,1%
  - wiek 67+: 15,9%
- zagęszczenie ludności: 95,1 osób/km²
- bezrobocie: 7,3% osób w wieku 17-66 lat
- cudzoziemcy z UE, Skandynawii i USA: 110 na 10 000 osób
- cudzoziemcy z krajów Trzeciego Świata: 276 na 10 000 osób
- liczba szkół podstawowych: 7 (liczba klas: 117)